# Casa de Dlamini
A casa de Dlamini é a casa real do Reino de Essuatíni. Mswati III, como rei e Ngwenyama de Essuatíni, é o atual chefe da casa de Dlamini. Os reis Suazis até os dias de hoje têm o título de Nngwenyama e governam junto com a Rainha-Mãe, que têm o título de Indlovukati. Os reis Suazis têm a prática da poligamia e, assim, têm muitas mulheres e crianças.

## Fundação
A dinastia Dlamini começa-se para um chefe Dlamini I (também conhecido como Matalatala), que disse ter migrado com o povo Swazi da África Oriental através de Tanzânia e Moçambique. Ngwane III, no entanto, é muitas vezes considerado o primeiro Rei da moderna Suazilândia, que governou a partir de 1745 a 1780. Nos primeiros anos da dinastia Dlamini, o povo e o país em que residiam foi chamado Ngwane, depois de Ngwane III.
No início do século 19, a casa de Dlamini deslocou-se para a parte central da Suazilândia, conhecido como o vale Ezulwini. Isso ocorreu durante o reinado de Sobhuza I. No sul do país (atual Shiselweni), as tensões entre Ngwane e Ndwandwe levou a um conflito armado. Para escapar a este conflito, Sobhuza mudou a sua capital real para Zombodze. Neste processo, ele conquistou muitos dos primeiros habitantes do país, incorporando assim-los sob o seu domínio. Mais tarde, Sobhuza foi capaz de, estrategicamente, evitar o conflito com o poderoso reino Zulu, que estava agora disposto no sul do Rio Pongola. A dinastia Dlamini cresceu em força e governou um país grande, abrangendo toda a Suazilândia durante este tempo.[carece de fontes?]

## A família real

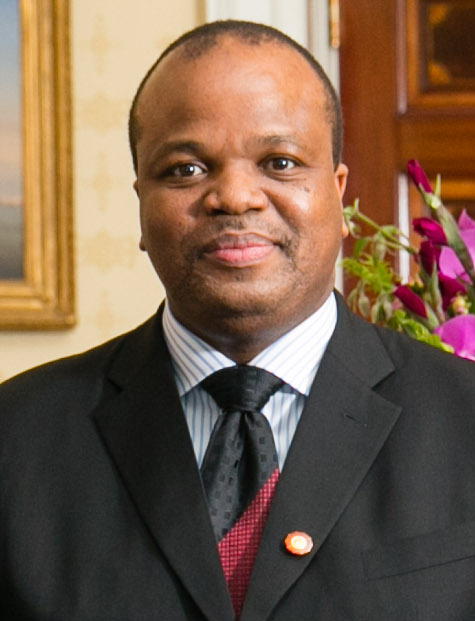
Mswati III, atual rei da Suazilândia

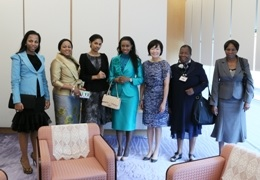
Algumas das esposas do rei na reunião da esposa do primeiro-ministro Japonês em 2013

A família real inclui, mas não é estritamente limitado a, o rei, a rainha-mãe, as mulheres do rei (emakhosikati), os filhos do rei, bem como os irmãos do rei, o irmão-do-meio do rei, irmãos e suas famílias.[carece de fontes?]
Devido à prática da poligamia, o número de pessoas que podem ser contados como membros da família real é relativamente grande. Por exemplo, Mswati III têm mais de 200 irmãos e irmãs.
Membros da família real, incluindo o próprio rei, muitas vezes cortejado tanto interno quanto a controvérsia internacional. O rei e a sua casa têm sido criticado por seus gastos generosos em um país com altas taxas de pobreza. Relatórios afirmaram que o rei "pega um pedaço enorme (nacional) de orçamento" e que "A família real parece viver em seu próprio mundo, que é totalmente afetado pelo país de lutas".
Vários membros da família real têm sido educados no estrangeiro: Mswati III passou vários anos na Sherborne School na Inglaterra e sua filha mais velha Sikhanyiso Dlamini estudou no St. Edmund s College, de Ware, na Inglaterra e a Universidade Biola nos Estados Unidos.
Príncipe Banele Maphevu Dlamini fez alguns anos de seus estudos em Nova Iorque, EUA. [citação necessários]